# Delio Onnis
Delio Onnis (* 24. března 1948 Giuliano di Roma, Itálie) je bývalý argentinský fotbalista. Ve francouzské nejvyšší fotbalové lize je dodnes nejlepší střelec s celkovými 299 góly za kluby Stade de Reims, AS Monaco FC, Tours FC a Sporting Toulon Var.

## Fotbalová kariéra
Onnis se narodil v Giuliano di Roma v Itálii, ale měl argentinské občanství a svoji fotbalovou kariéru začal v Argentině, kde měl přezdívku "El Tano" (Ital). Tam s týmem Club de Gimnasia y Esgrima La Plata skončil třetí v roce 1970. V roce 1971 přestoupil do francouzského klubu Stade de Reims. Tam byl dvě sezóny a přestoupil do monackého klubu AS Monako. Tam zažil svoji nejúspěšnější část své kariéry. V sedmi sezónách odehrál v 1. francouzské lize 232 zápasů a vstřelil 157 gólů, dvakrát byl králem střelců. V roce 1980 překvapivě přestoupil z jednoho z nejlepších ligových klubů do týmu nezkušeného nováčka Tours FC, kde odehrál tři sezóny a opět se dvakrát stal nejlepším střelcem ligy. V roce 1983, po sestupu Tours, přestoupil do SC Toulon, kde se ještě jednou stal králem střelců a v sezóně 1985/86 ukončil svoji úspěšnou kariéru.

## Statistiky
| Klub                        | Sezóna           | Liga   | Liga |
| Klub                        | Sezóna           | Zápasy | Góly |
| --------------------------- | ---------------- | ------ | ---- |
| Club Almagro                | 1968             | 18     | 11   |
| Club Almagro                | Celkem           | 18     | 11   |
| Gimnasia y Esgrima La Plata | 1969             | ?      | ?    |
| Gimnasia y Esgrima La Plata | 1970             | ?      | ?    |
| Gimnasia y Esgrima La Plata | 1971             | 25     | 7    |
| Gimnasia y Esgrima La Plata | Celkem           | 95     | 53   |
| Stade de Reims              | 1971–1972        | 32     | 22   |
| Stade de Reims              | 1972–1973        | 33     | 17   |
| Stade de Reims              | Celkem           | 65     | 39   |
| AS Monaco FC                | 1973–1974        | 31     | 26   |
| AS Monaco FC                | 1974–1975        | 37     | 30   |
| AS Monaco FC                | 1975–1976        | 33     | 29   |
| AS Monaco FC                | 1976–1977        | 31     | 29   |
| AS Monaco FC                | 1977–1978        | 35     | 29   |
| AS Monaco FC                | 1978–1979        | 34     | 22   |
| AS Monaco FC                | 1979–1980        | 30     | 21   |
| AS Monaco FC                | Celkem           | 232    | 157  |
| Tours FC                    | 1980–1981        | 38     | 24   |
| Tours FC                    | 1981–1982        | 38     | 29   |
| Tours FC                    | 1982–1983        | 34     | 11   |
| Tours FC                    | Celkem           | 110    | 64   |
| SC Toulon                   | 1983–1984        | 36     | 21   |
| SC Toulon                   | 1984–1985        | 30     | 17   |
| SC Toulon                   | 1985–1986        | 8      | 1    |
| SC Toulon                   | Celkem           | 73     | 39   |
| Celkem v kariéře            | Celkem v kariéře | 594    | 363  |

## Úspěchy

### Klubové
AS Monako
- Ligue 1: 1978
- Coupe de France: 1980

### Individuální
- 5× král střelců francouzské ligy: 1975, 1980 (sdílené), 1981, 1982, 1984 (sdílené)
- nejlepší střelec historie francouzské ligy (299 gólů)